# Дуброва (Родыгинское сельское поселение)
Дуброва — деревня в Советском районе Кировской области в составе Родыгинского сельского поселения. 

## География
Находится на правом берегу реки Немда на расстоянии примерно 10 км по прямой на юг от районного центра город Советск.

## История
Известна с 1873 года как деревня Кочергинская (Дуброва), в которой дворов 43 и жителей 366, в 1905 61 и 427, в 1926 68 и 347, в 1950 54 и 202. В 1989 году оставалось проживало 294 жителя .

## Население
Постоянное население составляло 349 человек (русские 94%) в 2002 году, 310 в 2010.